# Hanerau-Hademarschen
Hanerau-Hademarschen település Németországban, Schleswig-Holstein tartományban. Lakosainak száma 3143 fő (2023. december 31.).

## Népesség
A település népességének változása:
| Lakosok száma | 3164 | 3019 | 2965 | 3034 | 3048 | 3143 |
|               | 1975 | 2017 | 2019 | 2021 | 2022 | 2023 |